# Kacha Bendukidse

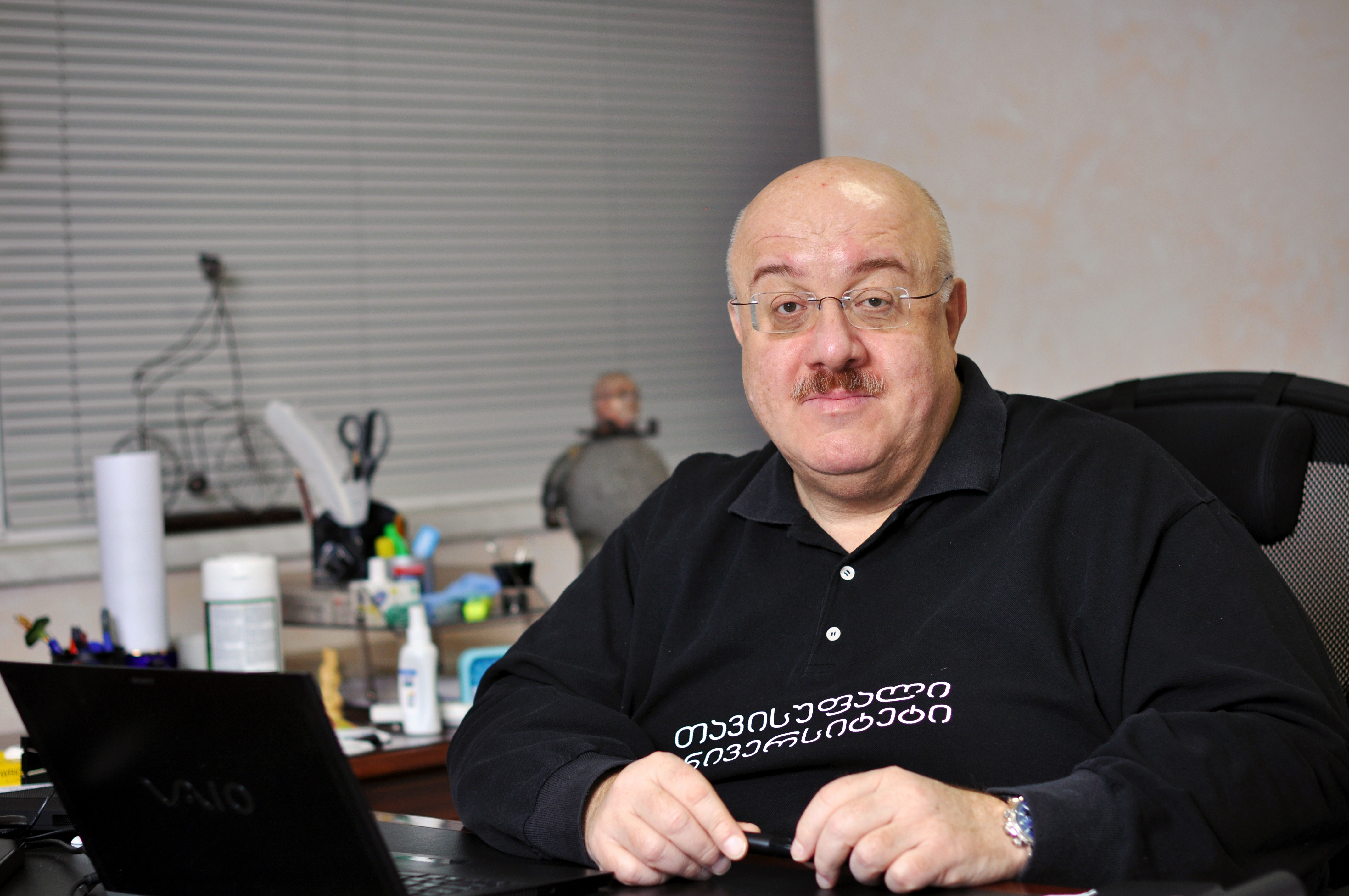
Kacha Bendukidse (2014)

Kachaber „Kacha“ Bendukidse (georgisch კახა ბენდუქიძე; * 20. April 1956 in Tiflis; † 13. November 2014 in London) war ein georgisch-russischer Industrieller und Politiker (parteilos). Der frühere russische Oligarch war von Juni bis Dezember 2004 Minister für Wirtschaft, Industrie und Handel Georgiens. Von Dezember 2004 bis Dezember 2007 war er Staatsminister für Wirtschaftsreformen und Entwicklung. Von Januar 2008 bis Februar 2009 war er Leiter der georgischen Staatskanzlei.

## Leben

### Biologe
Kacha Bendukidse wurde als Sohn einer Ethnografin geboren. Als Kind nahm er regelmäßig an Forschungsreisen in ländliche Gebiete Westgeorgiens teil. 1977 schloss er ein Biologiestudium an der Staatlichen Universität Tiflis mit Auszeichnung ab, wechselte im gleichen Jahr zu einem Aufbaustudium an die Moskauer Lomonossow-Universität, das er 1980 abschloss.
Anschließend wurde er Mitarbeiter am Institut für Biochemie und Physiologie der sowjetischen Akademie der Wissenschaften. Ab 1985 leitete er das Laboratorium für molekulare Genetik und tierische Zellen, gründete 1988 die Firma Bioprocess. 1989 übernahm er die Leitung der Abteilung für Genetik und Selektion am Institut für Biotechnologie des sowjetischen Ministeriums für medizinische Industrie.

### Unternehmer
1990 wechselte Bendukidse in die Wirtschaft. 1991 wurde er Chef des Ölindustrie-Investors Nipek, 1992 Verwaltungsratsvorsitzender der russischen Promtorgbank und 1994 Verwaltungsratsvorsitzender des Schiffsbauunternehmens Almasi.
1995 erwarb er Uralmasch, Russlands größte Maschinenbaufabrik in Jekaterinburg und wurde ihr Verwaltungsratsvorsitzender. Anschließend kaufte er weitere Unternehmen des früheren militärindustriellen Komplexes der Sowjetunion, darunter die Baufirmen für Kernkraftwerke Izhora Zavodij (Sankt Petersburg) und die Werft des Industriekomplexes Krasnoje Sormowo in Nischni Nowgorod.
1996 gründete er die Holding Vereinigte Maschinenbauwerke (russisch OMZ - Objedinennyje maschinostroitelnyje sawody), wurde 1998 ihr Generaldirektor. Bendukidse hielt die Mehrheit der Aktienanteile des Unternehmens. 1998 besaß er rund 50 Firmen in Russland, der Ukraine, Rumänien und den USA. Als OMZ 2003 die beiden einzigen russischen Firmen erwarb, die im Ausland Atomkraftwerke errichten, geriet er in Konflikt mit der Regierung. Verschiedene Behörden nahmen Ermittlungen auf, verstärkten die Kontrollen.
Im November 2003 verkaufte Bendukidse OMZ an den Unternehmer Wladimir Potanin. Seither hat er sich aus der Wirtschaft zurückgezogen. Er behielt zunächst 42,16 % der OMZ-Aktien, erwarb 13 % der Poltanin-Holding Interros. Im November 2005 trennte er sich von seinem OMZ-Anteil. Die verbliebenen Aktien ließ er von einem Treuhänder verwalten. In Interviews äußerte er sich enttäuscht über die russische Wirtschaftsentwicklung.
1993 und 1994 beriet Bendukidse die russische Regierung im Rat für Industriepolitik, gründete zusammen mit dem Unternehmer Iwan Kiwelidi den Runden Tisch des Unternehmertums Russlands.

### Politiker
Am 1. Juni 2004 nominierte ihn Georgiens Premierminister Surab Schwania überraschend als neuen Wirtschaftsminister Georgiens. Bereits am nächsten Tag trat Bendukidse sein Amt an. Seine wirtschaftspolitische Ausrichtung nannte er ultra-liberal. Der „sowjetischen Mentalität“ in der Wirtschaft sagte er den Kampf an. Er wollte sich in Georgien für eine Deregulierung der Wirtschaft, umfassende Privatisierungen, eine Reduzierung der Unternehmenssteuern und ein schnelles Wirtschaftswachstum einsetzen. Bendukidse erhielt zu seiner russischen Staatsangehörigkeit zusätzlich die georgische.
Am 15. Juli 2004 legte Bendukidse eine Liste von 372 Staatsbetrieben und -Besitztümern vor, die zwischen 2004 und 2006 verkauft werden sollen. An der Spitze der Liste standen die Staatliche Münze, die Georgische Telekom, der Flughafen Tbilissi, die Häfen Poti und Batumi, die Flugzeug- und Waffenfabrik Tbilaviamscheni und die Eisen- und Stahlwerke Rustawi. Die Privatisierungspolitik Bendukidses löste heftige Kontroversen in Georgien aus. Nationalistische Parteien warfen ihm einen Ausverkauf des Landes vor und prägten dafür den Begriff „Bendunomics“. Im Juli 2004 wurde der Minister von Demonstranten am Verlassen seines Amtsgebäudes gehindert. Dabei wurde ihm ins Gesicht gespuckt und sein Dienstwagen beschädigt.
Am 15. Dezember 2004 ernannte ihn Präsident Saakaschwili zum Staatsminister für wirtschaftsstrukturelle Reformen. Dort konzentrierte er sich auf die Privatisierung, entwickelte Reformpläne zur Deregulierung und zur Verschlankung staatlicher Behörden. Der Weltbank-Bericht Doing Business, der das Investitionsklima in über 100 Ländern der Welt misst, bescheinigte ihm Erfolg: Am Ende seiner Amtszeit als Minister 2007 stand Georgien auf dem 18. Platz vor Deutschland und Frankreich. Drei Jahre zuvor hatte Georgien noch auf Platz 137 gelegen.
Seit dem 31. Januar 2008 war Bendukidse Leiter der georgischen Staatskanzlei. Premierminister Nika Gilauri entließ ihn am 7. Februar 2009. Gründe dafür nannte er öffentlich nicht. Bekannt ist jedoch, dass Bendukidse Gilauri während einer Kabinettssitzung 2004 als „Idioten“ bezeichnet hatte. Bendukidse kündigte an, er wolle sich künftig verstärkt der European School of Management (ESM) in Tiflis widmen, an der er Aktienanteile hielt.

### Tod
Kacha Bendukidse verstarb am 13. November 2014 im Alter von 58 Jahren in einem Londoner Hotel. Er erholte sich dort von einer Stent-Implantatoperation am Herzen, der er sich eine Woche zuvor in Zürich unterzogen hatte. Seiner Schwester Nunu zufolge war er anscheinend an Herzversagen gestorben.